# Бицина
Бицина (пол. Bycina) — село в Польщі, у гміні Рудзінець Гливицького повіту Сілезького воєводства.
Населення — 885 осіб (2011).
У 1975—1998 роках село належало до Катовицького воєводства.

## Демографія
Демографічна структура станом на 31 березня 2011 року:
|          | Загалом | Допрацездатний вік | Працездатний вік | Постпрацездатний вік |
| -------- | ------- | ------------------ | ---------------- | -------------------- |
| Чоловіки | 439     | 74                 | 288              | 77                   |
| Жінки    | 446     | 69                 | 261              | 116                  |
| Разом    | 885     | 143                | 549              | 193                  |